# Bignac
Bignac korábbi község Franciaországban, Charente megyében. Lakosainak száma 237 fő (2018. január 1.). Bignac Genac, Saint-Genis-d’Hiersac, Vouharte és Genac-Bignac községekkel határos.
2016. január 1-jén Genac korábbi községgel egyesült és az így létrejött Genac-Bignac új község része lett.

## Népesség
A település népessége az elmúlt években az alábbi módon változott:
| Lakosok száma | 153  | 155  | 178  | 168  | 198  | 225  | 230  | 224  | 237  | 237  |
|               | 1962 | 1968 | 1982 | 1990 | 1999 | 2008 | 2011 | 2013 | 2017 | 2018 |